# International Falls
International Falls je město v americkém státě Minnesota v Koochiching County, jehož je sídlem. V roce 2010 zde žilo 6424 obyvatel.
Město leží na jižní břehu Dešťové řeky přímo naproti kanadskému Fort Frances, přičemž obě města spojuje mezinárodní most. V roce 1909 bylo ve městě naměřeno -48 °C.